# Lista per Trieste
La Lista per Trieste (LpT) era un movimento politico autonomista operante a Trieste.

## Storia

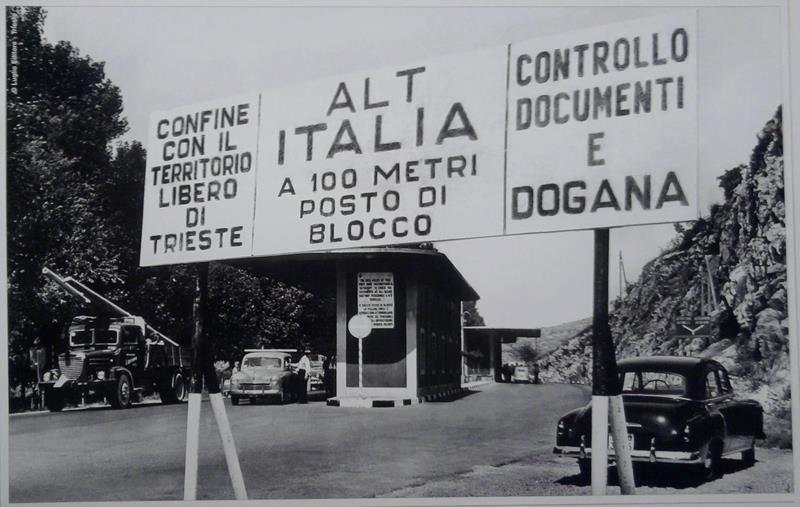
Il confine tra Italia e Territorio Libero di Trieste sulla SS 14 tra Monfalcone e Duino-Aurisina.

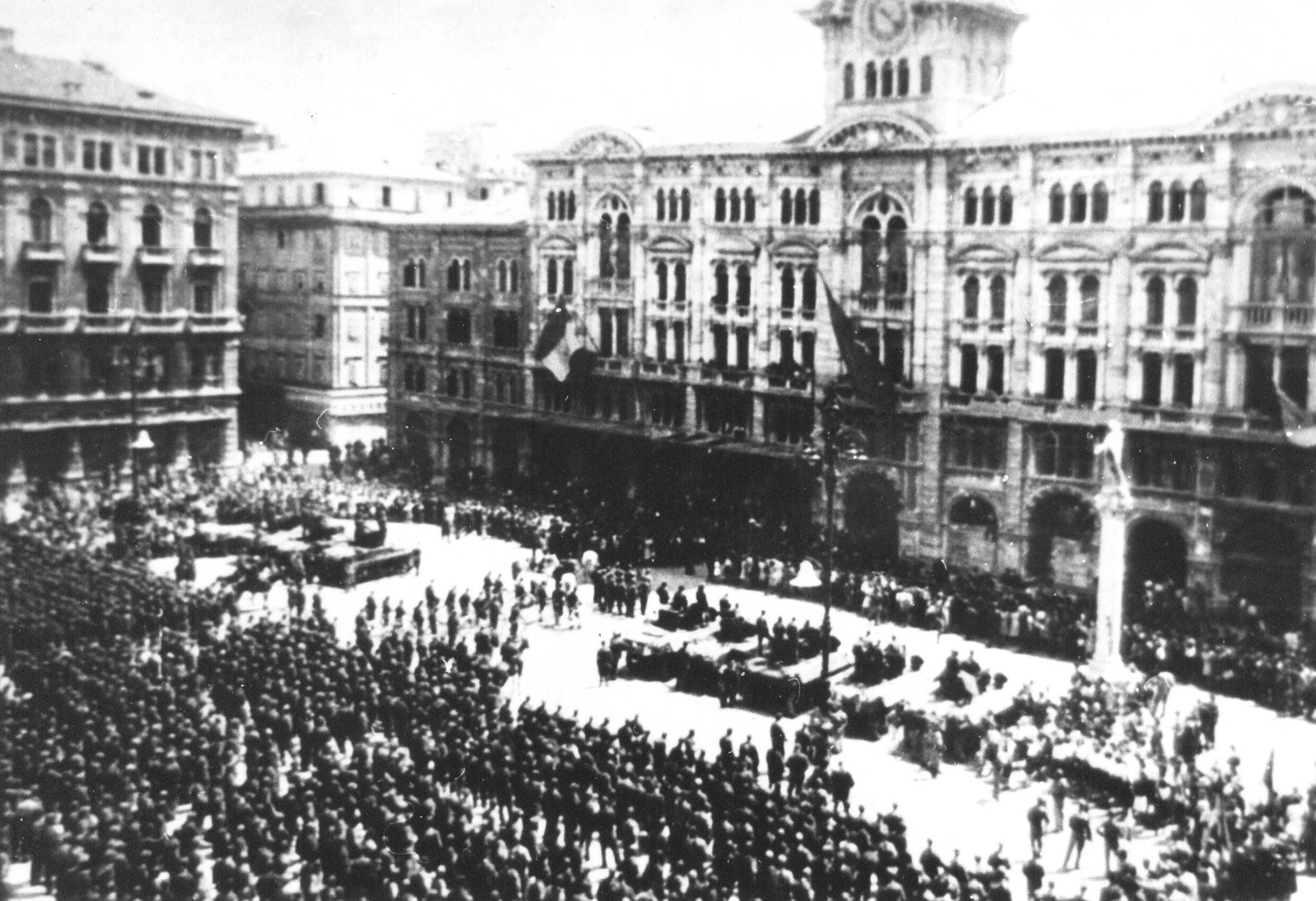
L'occupazione di Trieste dell'esercito popolare jugoslavo, maggio 1945

### Nascita del movimento
La nascita del movimento fu dovuta all'ampio movimento d'opinione che si formò a Trieste nella seconda metà degli anni settanta a seguito della firma del Trattato di Osimo, avvenuta nel 1975.
Il Trattato, oltre a confermare definitivamente la sovranità dell'Italia sulla Zona A del Territorio Libero di Trieste e a cedere alla Jugoslavia quella sulla Zona B, conteneva un annesso Accordo Economico che costituiva una Zona Franca Industriale, da costruirsi sul Carso alle spalle della città e a cavallo del confine fra i due paesi.
Nel 1976 un comitato di dieci cittadini, il "Comitato dei Dieci", tra cui Aurelia Gruber Benco, eletta nel 1979 onorevole, e Letizia Fonda Savio, figlia dello scrittore Italo Svevo, raccolse circa 65.000 firme, con lo scopo di promuovere un disegno di legge che facesse della Provincia di Trieste una zona franca integrale, che assicurasse la extra-doganalità, consentendo così l'esenzione dal pagamento dell'IVA e dei diritti doganali per le merci introdotte a scopo di consumo, lavorazione o esportazione. Tale proposta aveva come obiettivo quello di scongiurare la creazione della zona franca (ZFIC) a cavallo del confine, prevista dal Trattato di Osimo. Tale area avrebbe, stando a quanto affermavano i promotori della Lista, deturpato l'ambiente del Carso, e anche convogliato verso Trieste un numero imprecisato di lavoratori jugoslavi.
Il Parlamento approvò il 14 marzo 1977 la ratifica del Trattato di Osimo, nonostante le firme raccolte. Per tale ragione il 12 maggio 1978, sempre ad opera del "Comitato dei Dieci", nacque ufficialmente l’"Associazione per la Zona Franca Integrale a Trieste e nella sua Provincia – Lista per Trieste".
I cardini del progetto politico erano, oltre alla zona franca integrale, anche l'autonomia della provincia, la difesa dell'ambiente carsico, lo sviluppo del porto di Trieste e la tutela degli interessi della città in Europa.

### Successi elettorali
Il 25 giugno 1978 la Lista per Trieste diveniva il partito più votato alle elezioni comunali conseguendo 52.651 voti (pari al 27,5%), e ottenendo 18 seggi. Per la prima volta in Italia una lista civica batteva così i partiti nazionali. Manlio Cecovini, esponente di punta del movimento, riuscì a farsi eleggere sindaco, con una giunta di minoranza, e mantenne la carica fino al 1983.
Alle elezioni regionali, svolte nella stessa data, ottenne il 6,5% (su base regionale) con 4 seggi.
Alle elezioni politiche del 1979 la LpT ottenne un seggio alla Camera con Aurelia Gruber Benco. Il movimento si confermò il primo partito in provincia ottenendo 62.816 voti (28,73%). Al Senato i voti su base regionale furono 61.911 (pari all'8%); qui per poco più di 3.000 voti la LpT non riuscì ad eleggere un senatore. Alle europee del 10 giugno 1979 Cecovini venne eletto eurodeputato nelle file del PLI.
Alle elezioni provinciali del 1980 la LpT fu ancora il primo partito col 33,26%, con 68.390 voti, pari a 11 seggi su 30.

### Elezioni 1983
Nelle successive elezioni (26 giugno 1983), pur presentandosi su tutto il territorio nazionale grazie all'appoggio di molti movimenti regionalisti e autonomisti locali (tra i quali la Lega Lombarda di Umberto Bossi, il quale sarà candidato della LpT in Lombardia, e l'Union Piemontèisa di Roberto Gremmo), la LpT non riuscì a confermare la sua presenza in Parlamento. Alla Camera ottenne 92.101 (0,25% su base nazionale); in provincia di Trieste passò da primo a terzo partito con 40.069 voti (19,7%). Al Senato raccolse 85.542 voti (0,28%), su base regionale 47.793 voti pari al 6,44%. Alle contemporanee regionali ottenne il 5,7%, confermando 4 seggi.

### Alleanza col PSI
Nel 1986 la Lista esprime un nuovo sindaco, Giulio Staffieri, in carica per i periodi 1986-1988/1992-1993. Nel 1987 la LpT si accordò con il PSI per candidare Giulio Camber alla Camera. Camber venne eletto ottenendo 7.563 voti nella circoscrizione di Trieste. Rieletto nel 1992 divenne anche sottosegretario della Marina Mercantile nel Governo Amato I. Alle elezioni regionali del 1988 la LpT ottenne 23.476 voti, mentre a quelle del 1993 ottenne 26.316 voti, eleggendo 2 consiglieri regionali.

### Lpt e Forza Italia
Col crollo del sistema politico della prima repubblica la LpT si è avvicinata al centrodestra. Nel 1993, in occasione delle elezioni comunali a Trieste, la Lista forma in alleanza con il MSI e la formazione di destra della DC, proponendo il sindaco uscente Giulio Staffieri, uscito perdente al ballottaggio contro Riccardo Illy. La Lista ottenne il 12,8%. Tale formula fu il primo embrione che diede vita l’anno successivo al centrodestra a livello nazionale. Inoltre, nello stesso anno, la Lista espresse il presidente della provincia di Trieste, Paolo Sardos Albertini, già avvocato ed esponente della Lega Nazionale, ottenendo più del 30% dei voti al primo turno e la maggioranza assoluta del consiglio provinciale.
La Lista si allea con Forza Italia, tanto che in qualche misura si poté parlare di una specie di assorbimento della lista all'interno del movimento di Silvio Berlusconi. Dal 1994 la Lista ha sostenuto Forza Italia nelle varie tornate elettorali che si sono succedute, spesso candidando propri esponenti nelle file del movimento berlusconiano. I due movimenti si sono presentati anche con simbolo comune alle elezioni provinciali di Trieste del 1996 (19,3%). Giulio Camber venne eletto senatore nel 1996 e nel 2001 (Collegio di Trieste), mentre Roberto Antonione venne eletto, anche lui al Senato, nel 2001 a Gorizia. Antonione, già esponente della Lista e consigliere regionale, è stato anche sottosegretario agli Esteri nei governi Berlusconi, nonché candidato a sindaco di Trieste nel 2011 e presidente della regione Friuli-Venezia Giulia dal 1998 al 2001.

### Amministrative 2006
Dopo un lungo periodo di assenza Giulio Camber propose il ritorno della LPT, operante all’interno di Forza Italia, con i propri simboli, il Melone e l’alabarda, alle elezioni comunali (candidando tra gli altri uno storico esponente, Gianfranco Gambassini) e provinciali di Trieste del 2006. Nel primo caso ottenendo lo 0,87% (contribuendo alla riconferma del sindaco uscente Roberto Dipiazza) e nel secondo lo 0,61%.

## Programma
I punti principali del programma della Lista sono:
- ottenere, per Trieste e la sua provincia, uno statuto di autonomia amministrativa, legislativa e finanziaria nell'ambito della Regione Friuli-Venezia Giulia, anche attraverso modifiche al Titolo V della Costituzione, in sinergia con le altre aree giuliane;
- ottenere per Trieste lo status di "Porto Franco Europeo", ferme restando tutte le franchigie già operanti ed in primo luogo il rispetto e l'integrale attuazione delle prerogative del Porto Franco di Trieste statuite dall'All. VIII del Trattato di Parigi;
- tutelare l'ambiente e difendere l'integrità del Carso riconducendo in capo alle amministrazioni provinciali di Trieste e Gorizia le relative problematiche nel rispetto degli specifici interessi dei Comuni insistenti sul territorio.
- sostenere l'azione politica a favore dei diritti e degli interessi degli esuli istriani e Giuliano-Dalmati.

## Risultati elettorali
| Elezione       | Elezione | Voti   | %    | Seggi |
| -------------- | -------- | ------ | ---- | ----- |
| Politiche 1979 | Camera   | 65.505 | 0,18 | 1     |
| Politiche 1979 | Senato   | 61.911 | 0,20 | -     |
| Politiche 1983 | Camera   | 92.101 | 0,25 | -     |
| Politiche 1983 | Senato   | 85.542 | 0,28 | -     |